# Fast Five
Fast Five (bra: Velozes e Furiosos 5: Operação Rio; prt: Velocidade Furiosa 5) é um filme nipo-estadunidense de 2011, do gênero ação, dirigido por Justin Lin e escrito por Chris Morgan. É o quinto filme da franquia The Fast and the Furious. Ambientado na cidade brasileira do Rio de Janeiro, Fast Five segue Dominic Toretto, Brian O'Conner e Mia Toretto planejando um assalto para roubar US$ 100 milhões do corrupto empresário Hernan Reyes, enquanto são perseguidos pelo agente de serviço de segurança diplomática dos Estados Unidos (DSS), Luke Hobbs. O filme é estrelado por Vin Diesel, Paul Walker, Jordana Brewster (que reprisam seus papéis dos filmes anteriores) e Dwayne Johnson.
Ao desenvolver Fast Five, a Universal Pictures deliberadamente deixou o tema de corrida de rua, do qual era predominante nos filmes anteriores da série, para transformar a franquia em uma série de ação envolvendo roubos de carros. Ao fazer isso, eles esperavam atrair audiências mais amplas. Fast Five é considerado o filme de transição na série, com apenas um carro de corrida, dando mais atenção ao conjunto de cenas de ação, tais como tiroteios, brigas e roubos. A produção montou uma campanha de marketing através de mídias sociais, jogos virtuais, redes de cinema e fabricantes de automóveis.
Foi lançado nos Estados Unidos em 29 de abril de 2011 após uma premiere no Rio de Janeiro em 15 de abril. Em Portugal, o filme teve sua estreia em 5 de maio de 2011. Fast Five alcançou o sucesso financeiro, quebrando recordes de bilheteria, tornando-se a segunda maior bilheteria da primavera nos Estados Unidos a maior receita da franquia The Fast and the Furious (superando Fast & Furious de 2009). Fast Five arrecadou mais de U$S 625 milhões em todo o mundo, ocupando a 66ª posição na lista de filmes de maior bilheteria de todos os tempos, em dólares não ajustados, sendo o sétimo filme de maior bilheteria de 2011.
O filme foi elogiado pela crítica, que aprovou a combinação de comédia com ação. Alguns críticos rotularam o filme até mesmo como o melhor filme da série. Johnson foi escolhido, por sua performance pelos críticos, como "a melhor coisa, de longe, em Fast Five"; cenas envolvendo Johnson e Diesel, segundo críticos especializados foram, muitas vezes, os "melhores momentos do filme". Apesar da resposta positiva, outros criticaram o tempo de execução do filme, considerando-o demasiadamente longo. Revisores sul-americanos criticaram o retrato que o filme deu ao Rio de Janeiro, como um refúgio para o tráfico de drogas e corrupção, rotulando-o um "estereótipo". Uma sequência do filme, começou a ser desenvolvida em julho de 2012.

## Enredo
Enquanto Dominic Toretto está sendo transportado de ônibus para a prisão de Lompoc, sua irmã Mia Toretto e seu amigo Brian O'Conner lideram um ataque ao ônibus e libertam Dom. Enquanto as autoridades os procuram, o trio foge para o Rio de Janeiro, no Brasil. Aguardando a chegada de Dom, Mia e Brian se juntam ao amigo Vince e outros participantes em uma missão para roubar três vagões de um trem. Brian e Mia descobrem que agentes da DEA estão no trem e que os vagões são propriedade apreendida. Quando Dom chega com seus cúmplices, ele percebe que seu líder Zizi só está interessado em roubar o Ford GT40. Dom faz Mia roubar o carro antes que ele e Brian lutem com Zizi e seus capangas, durante o qual Zizi mata os agentes da DEA. Brian e Dom são capturados e levados ao traficante Hernan Reyes, dono dos carros e chefe de Zizi. Reyes ordena que a dupla seja interrogada para descobrir a localização do carro, mas eles fogem para seu esconderijo.
Dom, Brian e Mia são acusados pelos assassinatos dos agentes da DEA e o governo dos Estados Unidos envia uma equipe de agentes do Serviço de Segurança Diplomática, o DDS, liderada pelo agente Luke Hobbs, sendo auxiliado pela policial militar do Rio, Elena Neves, para prendê-los. Enquanto Brian, Dom e Mia examinam o carro para descobrir sua importância, Vince chega e é pego removendo um chip de computador dele. Ele admite que estava planejando vender o chip para Reyes e Dom, furioso, o força a ir embora. Brian descobre que o chip contém detalhes financeiros do império criminoso de Reyes, incluindo a localização de cem milhões de dólares em dinheiro. Hobbs e sua equipe chegam ao esconderijo de Dom, mas o encontram sob ataque dos homens de Reyes em busca do chip. Brian, Dom e Mia escapam após uma perseguição pelas favelas do Rio. Dom sugere que eles se separem e saiam da cidade, mas Mia anuncia que está grávida de Brian. Dom concorda em ficar juntos, sugerindo que roubem o dinheiro de Reyes para começar uma nova vida. Eles organizam uma equipe para realizar o assalto, trazendo seus amigos Han, Roman, Tej, Gisele, Leo e Santos.
Para centralizar o dinheiro, a equipe de Dom ataca um dos locais e queima o dinheiro na frente da equipe de Reyes. Com medo de novos ataques, Reyes concentra o dinheiro restante em um cofre de provas dentro de uma delegacia da Polícia Militar do Rio de Janeiro. A equipe de Dom faz vigilância, compra equipamentos e adquire a impressão digital de Reyes. Depois que seus carros mais rápidos se mostram lentos demais para as câmeras de segurança, eles roubam quatro carros da polícia Dodge Charger 2010 para se misturar. Vince se junta à equipe de Dom depois de salvar Mia dos capangas de Reyes. A equipe de Hobbs finalmente encontra e prende Dom, Mia, Brian e Vince. Ao transportá-los para extradição para os Estados Unidos em um Gurkha, o comboio é atacado pelos homens de Reyes. Dom, Brian, Mia e Vince ajudam Hobbs e Elena a escapar da emboscada, mas Vince é morto durante o tiroteio contra os bandidos. Enfurecidos com a morte de sua equipe de agentes, Hobbs e Elena concordam em ajudar no assalto. A gangue invade a delegacia com o Gurkha, abrindo uma parede na sala do cofre; o grupo usa dois dos Chargers roubados anteriormente para amarra-los ao cofre que guarda o dinheiro de Reyes do prédio, levando embora arrastando-o pela cidade.
Avançando por uma longa ponte após uma extensa perseguição policial, Dom faz Brian continuar sem ele enquanto derrota a polícia e os veículos de Reyes com o cofre. Brian retorna e mata Zizi, que estava se preparando para atirar em Dom. Hobbs chega e executa o ferido Reyes, vingando a morte de sua equipe. Hobbs dá a Dom e Brian uma vantagem de 24 horas para escapar, desde que deixem o cofre como está. Quando Dom e Brian partem, no entanto, Hobbs encontra o cofre vazio, pois a equipe de Dom havia o trocado por um caminhão de lixo antes de chegarem à ponte sem ninguém perceber. Depois de dividir o dinheiro e dar uma parte para a família de Vince, a equipe de Dom segue caminhos separados. Numa praia tropical, Brian desafia Dom para uma corrida final sem riscos para provar quem é o melhor piloto.
Em uma cena no meio dos créditos, Hobbs recebe em seu escritório em Washington um arquivo sobre o sequestro de um comboio militar ocorrido em Berlim, onde ele descobre uma foto recente da ex-namorada de Dom, Letty, que havia sido dada como morta.

## Elenco
| Ator / Atriz             | Personagem                              |
| ------------------------ | --------------------------------------- |
| Vin Diesel               | Dominic Toretto                         |
| Paul Walker              | Brian O'Conner                          |
| Jordana Brewster         | Mia Toretto                             |
| Tyrese Gibson            | Roman Pearce                            |
| Chris "Ludacris" Bridges | Tej Parker                              |
| Matt Schulze             | Vince                                   |
| Sung Kang                | Han Lue                                 |
| Gal Gadot                | Gisele Harabo                           |
| Tego Calderón            | Leo                                     |
| Don Omar                 | Santos                                  |
| Joaquim de Almeida       | Hernan Reyes                            |
| Dwayne Johnson           | Luke Hobbs                              |
| Elsa Pataky              | Elena Neves                             |
| Michael Irby             | Zizi                                    |
| Joseph Melendez          | Chefe Almeida                           |
| Eva Mendes               | Monica Fuentes                          |
| Fernando Chien           | Wilkes                                  |
| Alimi Ballard            | Fusco                                   |
| Yorgo Constantine        | Chato                                   |
| Geoff Meed               | Macroy                                  |
| Luis Da Silva Jr.        | Diogo                                   |
| Luis Gonzaga             | Segurança da Casa de Dinheiro no Leblon |
| Carlos Sanchez           | Técnico da Evidência                    |
| Benjamin Blankenship     | Agente Líder do DEA                     |
| Jeirmarie Osorio         | Rosa                                    |
| Jay Jackson              | Repórter de Campo 1                     |
| Arlene Santana           | Repórter de Campo 2                     |
| Kent Shocknek            | Âncora do Jornal 1                      |
| Sharon Tay               | Âncora do Jornal 2                      |
| Andy Rosa Adler          | Âncora do Jornal 3                      |
| Lou Beatty Jr.           | Juiz - voz                              |

## Produção

### Desenvolvimento
Em fevereiro de 2010, foi confirmado que um quinto filme, conhecido como Fast Five, da série Fast and Furious, estaria entrando em produção, e que estaria sendo planejado também, um sexto filme. Também foi confirmado que Diesel, Walker, o escritor Chris Morgan e o produtor Neal H. Moritz, tinham retornado para desenvolverem a nova sequência. Moritz disse que, após o sucesso do Fast & Furious (2009), que tinha reunido Diesel, Brewster, Walker e Rodriguez, do filme original, a produção quis trazê-los de volta novamente para o próximo. Diesel sentiu que a história entre os personagens interpretados por ele próprio e Walker deveriam continuar, prevendo-se como três capítulos. Diesel também queria trazer de volta uma variedade de personagens que tinha aparecido em filmes anteriores sem interagir.
A produção tinha a intenção de filmar em locações no Rio de Janeiro. No entanto, o governo porto-riquenho ofereceu incentivos fiscais no total de quase US$ 11 milhões, influenciando a decisão de filmar lá, usando Porto Rico para representar o Rio de Janeiro.
Através de Fast Five, a Universal pretendia migrar o universo da franquia de corridas de rua de ação para uma série de filmes de assalto com perseguições de carros, num estilo parecido com os filmes The Italian Job (1969) e The French Connection (1971). Fast Five é considerado o filme de transição para este novo universo. Em abril de 2011, Adam Fogelson presidente da Universal disse:
"A questão, de reunir Fast Five e Fast Six para nós era: poder transformar uma cultura de carros em uma franquia verdadeira com muita ação e roubos, com o espírito daqueles filmes com grandes assaltos feitos há 10 ou 15 anos."
Fogelson disse que o aspecto corridas colocou um "teto" sobre o número de pessoas dispostas a ver esse tipo de filmes da série, e que, transformando-o em uma série onde a capacidade de condução automóvel é apenas um aspecto do filme, é uma ideia que espera aumentar o público da série.

### Escrita
"Para mim, cada capítulo desta franquia é uma extensão do primeiro, e cada um fica maior e melhor. É sempre um privilégio poder ser capaz de estar envolvido em uma história desta.  "

— Morgan em sua abordagem para escrever o filme.
Lin queria explorar os elementos da "liberdade e da família" no filme e colaborou com Morgan para essa ideia, tendo ambos trabalhados juntos em filmes anteriores da franquia. Morgan trabalhou com Diesel para produzir um arco de história que iria continuar a explorar e desenvolver o caráter do personagem de Diesel. Uma ideia que envolve um grande cofre havia sido concebido por Morgan durante a produção de Fast & Furious, porém o filme recebeu uma nova história, e a ideia não se encaixou em nenhum momento dela, não funcionando como Morgan havia imaginado. Mais tarde, ele incorporou a ideia em Fast Five.

### Filmagens

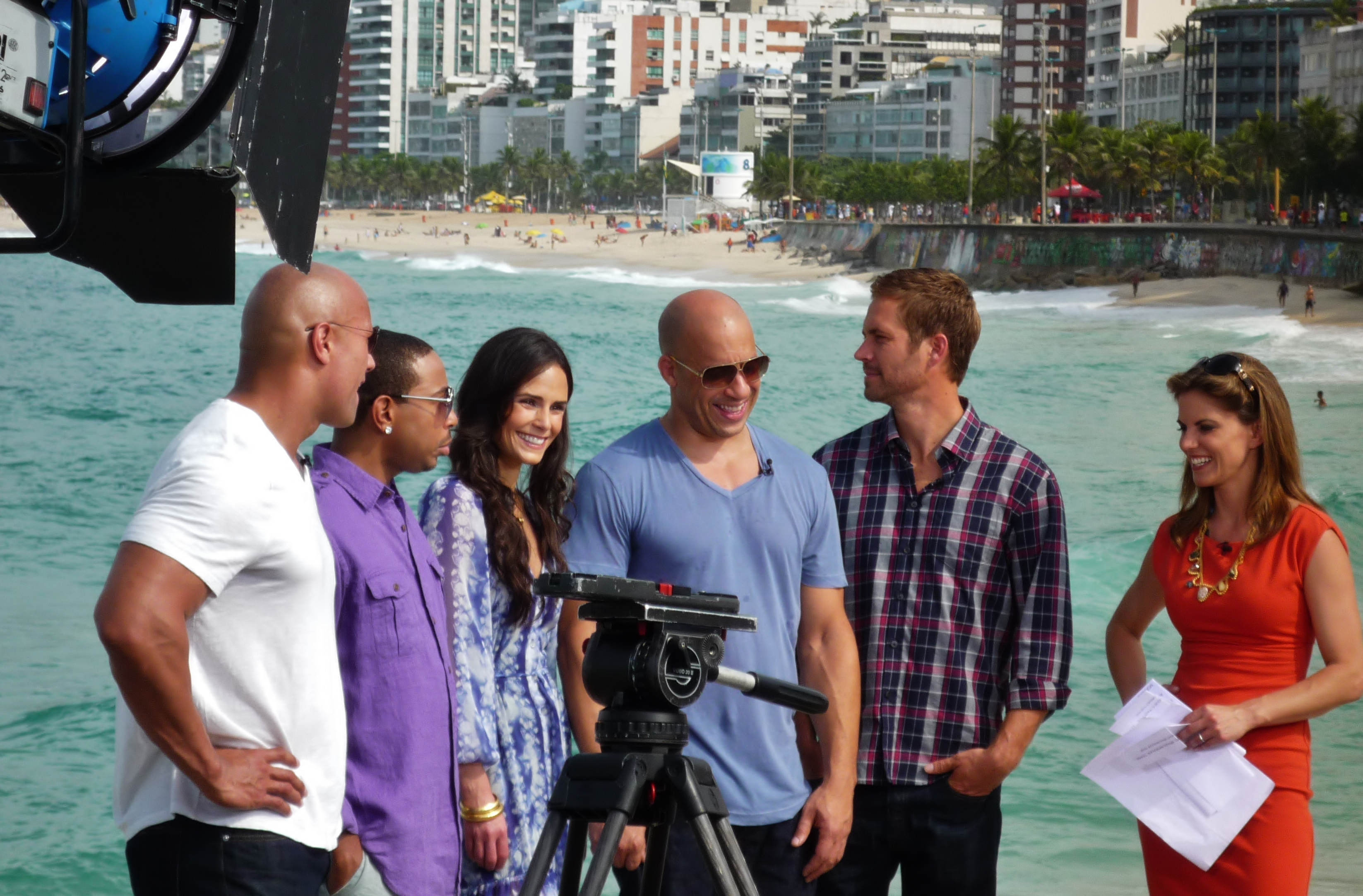
O elenco de Fast Five no Rio de Janeiro

Com um orçamento de US$ 125 milhões, as filmagens de Fast Five tinham sido programadas para julho e agosto de 2010, mas foram iniciadas em 14 de julho de 2010. Porém, demorou mais tempo do que o previsto pelos produtores. O filme ainda estava sendo filmado no início de novembro de 2010.
Três unidades do filme trabalharam simultaneamente. O elenco principal foi obrigado a viajar para o Rio de Janeiro a mando de Lin, que julgou importante para compreender a área e sua cultura para dar ao filme um bom senso do lugar. Diesel também veio a concordar, que era importante filmar cenas-chaves no Brasil.
A unidade de cinema do Rio filmou diversas aéreas da cidade, incluindo o Morro do Pão de Açúcar, Forte de Copacabana, Praia de Ipanema, a Favela Santa Marta e o monumento Cristo Redentor. Gibson foi filmado interpretando seu personagem, chegando no Aeroporto Internacional Galeão, mas, quando se tornou publicamente conhecido que uma cena estava sendo filmada no aeroporto, elenco e equipe foram assediados. Uma situação semelhante ocorreu quando Ludacris estava filmando uma cena em que seu personagem compra um carro para dirigir em torno da cidade. Uma cena onde uma equipe de um assalto já concluído desce em uma praia, foi filmada em Copacabana.
A perseguição no telhado em favelas foi completamente filmada em Porto Rico, onde a produção poderia ter mais controle sobre a área. Outras filmagens principais foram filmadas em torno da capital, San Juan. A mistura da ilha de vegetação tropical e ruas amplas, permitiu a produção de re-criar as favelas densamente povoadas do Rio, ao completar a maior ação e cenas externas sem incidentes. Designer de produção, Peter Wenham teve a tarefa de transformar Porto Rico e Atlanta em locais semelhantes ao Rio de Janeiro, em quatro semanas. Wenham teve de reforçar edifícios para suportar o equipamento da câmera pesada, e alterar as cores de mais de 30 edifícios na cidade, afim de torná-los adequados para as filmagens. Sua equipe teve de alterar os edifícios e detritos para tornar a área com um olhar desgrenhado e aparecer um pouco como uma favela do Rio. Wenham pretendia manter um esquema de cor monocromático para o filme, com poucos tons pretos suaves e cinzas, incluindo essa escolha de cores também para os carros usados. Ele só decidiu adicionar uma infinidade de cores no conjunto de favelas. Cenas de ação também foram filmadas em Hato Rey e Río Piedras distritos de San Juan.
Uma perseguição a pé em que a Diesel, Brewster e Walker são perseguidos pelos telhados de favelas por Johnson e sua equipe, foi filmado ao longo de uma semana em uma pequena favela, chamada Naranjito, em Porto Rico. A cena foi considerada difícil de filmar pela produção, pois os caminhos estavam escorregadios do calor tropical úmido, e na cena, foram envolvidos atores e dublês. Também tiveram de ser evitados cães, galinhas e outros animais vadios que estavam soltos na favela. Para capturar a cena, uns equipamentos especializados, foram usados para permitir a rápida vista panorâmica em movimento, e câmeras em guindastes foram criadas em telhados e em becos.
Para a fase final, a produção mudou-se para Atlanta, Geórgia. Wenham e sua equipe transformou um espapaço próximo de uma estação desativada em uma fábrica de automóveis abandonada, utilizada pelos protagonistas como sua sede. Redesenhando o espaço ao lado de uma estação de trem desativada, teve um processo longo, de vários meses. Algumas paredes foram removidas, retirado também peças de vagões antigos e enferrujados. Com vinte e cinco páginas do enredo ainda para filmar em um tempo limitado, o cineasta Stephen Windon e sua equipe passaram três semanas na criação de uma série de luzes de alta potência, motorizadas nas vigas do edifício, que poderiam ser controladas remotamente, para permitir que a iluminação pudesse ser alterada rapidamente. Uma cena exterior envolvendo Diesel e Walker, participando de uma festa de carro, envolvendo vários carros de alto desempenho, foi filmada próximo de Georgia Dome. A cena de assalto do trem foi filmada na Califórnia, ao longo de três semanas.
Uma cena de briga entre os personagens de Johnson e de Diesel foi considerada difícil coreografar. Os personagens foram escritos para serem igualmente formidáveis. A cena exigiu várias semanas de ensaio e mais de uma semana de filmagens pelos atores e seus dublês, que sofreram várias lesões pequenas.

## Marketing

Um printscreen do jogo Car Town, que mostra uma tela de cinema drive-in mostrando o trailer de Fast Five.

O primeiro trailer de Fast Five foi lançado na página oficial de Diesel na rede social Facebook em 14 de dezembro de 2010, em que se acreditava ser o primeiro uso desta abordagem de marketing. Na época, a página de Diesel tinha mais de 20 milhões de assinantes (um dos cinco melhores sites pessoais de celebridades), proporcionando uma grande audiência para o trailer. Após esta estreia, outros membros do elenco com plataformas de mídia social pessoal, também lançaram teasers e trailers para os seus fãs.
O jogo Car Town, disponibilizado no Facebook, é produzido pela Cie Games e Regal Entertainment Group (REG), que colaborou com a Universal em uma promoção de marketing. Car Town permitia aos jogadores ver o trailer do filme em um cinema. O jogo também contou com missões e locais, baseado no enredo do filme Fast Five e de outros filmes da franquia, permitindo que os jogadores, organizem uma corrida com os personagens do filme e também possam participar de assaltos à banco e corridas em ambientes virtuais do Rio de Janeiro. REG promoveu a parceria entre o filme e o jogo em seus teatros em 37 estados, on-line, e através de meios de comunicação sociais, enquanto o estúdio Universal é promovido através de seus próprios sites, Facebook, Twitter e YouTube. Em outubro de 2011, alegou-se que mais de 200 milhões de corridas tinham ocorrido dentro do ambiente virtual do Rio de Janeiro nos seis meses desde o lançamento da campanha.
Fabricante de automóveis, a Chrysler colaborou com o estúdio Universal no marketing do filme, fornecendo vários carros, para serem usados pelos protagonistas, em cenas de perseguição que acontecem durante toda a ação. "A marca Dodge está orgulhosa da parceria com a Universal Pictures no filme ‘Velozes e Furiosos 5′. Nós gostamos de fazer parte do processo de produção do filme e de trabalhar com o elenco e com a equipe de filmagem", disse Ralph Gilles, CEO responsável pela marca Dodge no Chrysler Group LLC. A marca também patrocinou a pré-estreia do filme no Brasil que foi transmitida do Rio de Janeiro para dez outras cidades no mundo.

## Lançamento
A estreia de Fast Five ocorreu em 15 de abril de 2011, no Teatro Cinépolis Lagoon, no Rio de Janeiro, Brasil.
 Foi apresentada pela atriz Susie Castillo e patrocinado pela fabricante de automóveis Chrysler e sua marca Dodge.

### Bilheteria
Fast Five acumulou U$S 209.837.675 (33,5%) nos Estados Unidos e Canadá, e mais U$S 416,3 milhões (66,5%) em outros países — um total de $ 626.137.675, tornando o sétimo filme de maior bilheteria de 2011 em todo o mundo, fazendo com que Fast Five ocupasse a posição #116 de maior bilheteria de todos os tempos no mercado norte-americano e #66 de maior bilheteria de todos os tempos em todo o mundo — em dólares sem ajuste. Em 14 de maio de 2011, após 25 dias nos cinemas, Fast Five ultrapassou Fast & Furious e se tornou o filme de maior bilheteria da franquia Fast & Furious, com um bruto de U$S 369,744,415, e a produção de maior bilheteria da franquia fora dos Estados Unidos e Canadá, com US$ 214,619,415. - ambos os números, tendo em conta a inflação. Em 15 de maio de 2011, com um bruto de 168.780 mil dólares, Fast Five passou Fast & Furious ($ 155M) nos Estados Unidos e no Canadá, e se tornou o filme de maior bilheteria norte-americana da franquia — mais uma vez levando em conta a inflação — ganhando em 16 dias o que que Fast & Furious tinha custado 91 dias para conseguir. Em 18 de maio de 2011, com um total bruto de US$ 465.717.712, entrou também no top 100 de filmes com maior bilheteria de todos os tempos em todo o mundo, em dólares não ajustados, ocupando a posição #97. Em outubro de 2011, com uma receita bruta de US$ 626 milhões, chegou a mais alta posição na lista ao ocupar o 55º lugar, antes de sair de cartaz dos cinemas.
| Data(s) de Lançamento                                                    | Orçamento       | Receita de bilheteria | Receita de bilheteria | Receita de bilheteria | Ranking de bilheteria (atual/pico) | Ranking de bilheteria (atual/pico) | Ranking de bilheteria (atual/pico) |
| Data(s) de Lançamento                                                    | Orçamento       | EUA e Canadá          | Internacional         | Todo o mundo          | Ano de lançamento                  | Todo o tempo EUA                   | Todo o tempo no mundo              |
| ------------------------------------------------------------------------ | --------------- | --------------------- | --------------------- | --------------------- | ---------------------------------- | ---------------------------------- | ---------------------------------- |
| - 20 de abril de 2011 (Austrália) - 29 de abril de 2011 (Estados Unidos) | US$ 125 000 000 | US$ 209 837 675       | US$ 416 300 000       | US$ 626 137 675       | #7 / #1                            | #116 / #103                        | #66 / #55                          |

### Critica

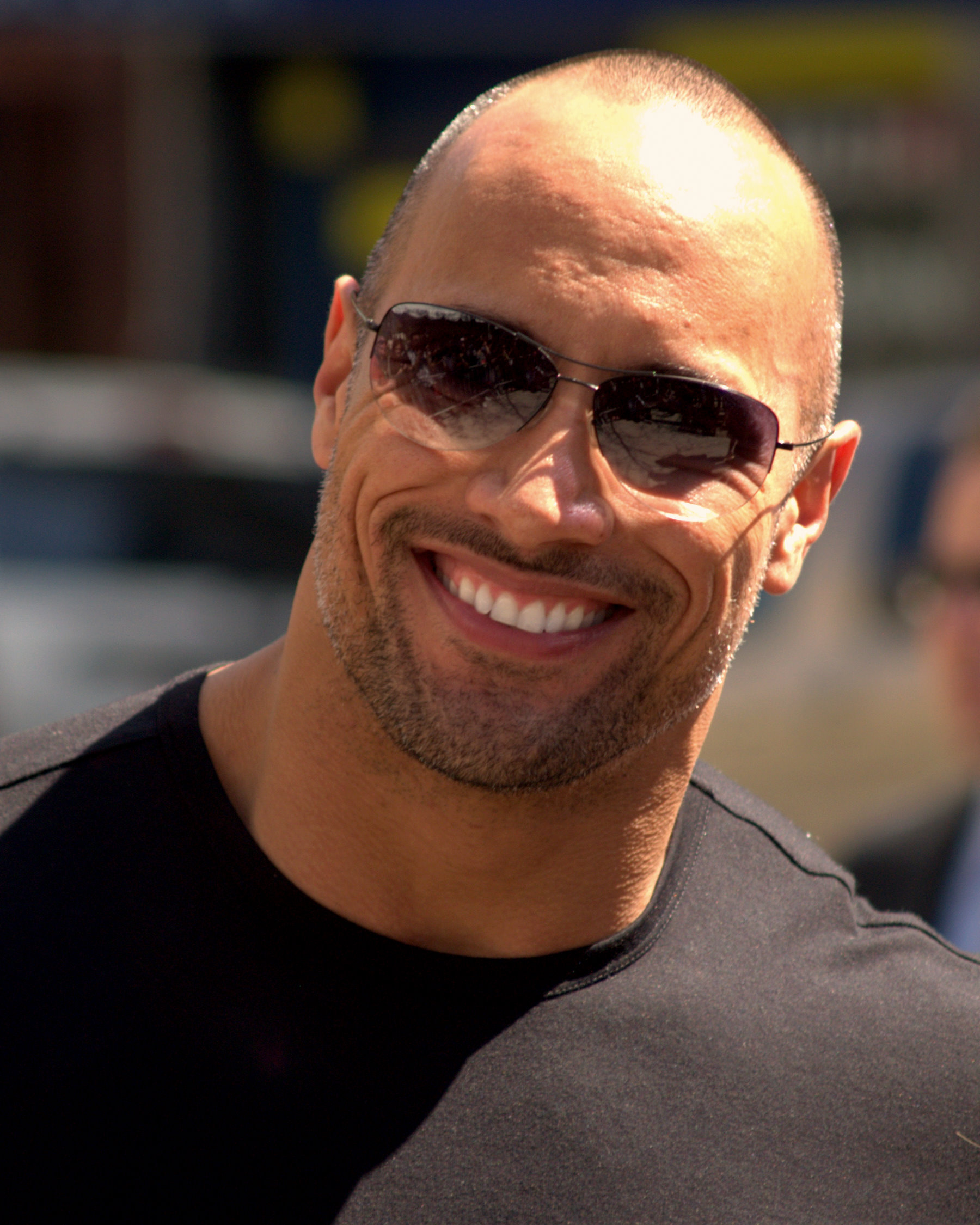
Dwayne Johnson recebeu diversos elogios da crítica especializada por sua atuação no filme.

Fast Five foi recebido com críticas geralmente positivas. No Rotten Tomatoes, o filme tem um índice de aprovação de 78% com uma classificação média de 6,4/10 baseada em 207 avaliações; o consenso crítico do site diz: "Elegante, barulhento e exagerado, Fast Five abraça orgulhosamente suas emoções de ação estúpidas e injeta uma nova vida na franquia". No Metacritic, o filme tem a pontuação média ponderada de 66/100, com base em 41 resenhas, indicando "críticas geralmente favoráveis". O público entrevistado pelo CinemaScore deu ao filme uma nota média "A" em uma escala de "A+" a "F".
O crítico de cinema Roger Ebert, do jornal Chicago Sun-Times, deu ao filme 3 de 4 estrelas, elogiando-o como "130 minutos habilmente montados no cinema, com atores capazes de fazer coisas absurdas com caras sérias e sequências de ação que brincam preguiçosamente com as leis da física", enquanto Richard Corliss da revista Time o considerou "talvez o primeiro grande filme da era pós-humana". O jornal The New York Times disse que o filme conseguiu combinar habilmente ação e humor, afirmando: "A única vez que você não estará olhando para a tela é quando seus olhos estiverem fechados porque você está rindo muito".  O The Daily Telegraph apreciou a presença de Johnson e Diesel juntos, chamando-o de "evento cósmico", e acrescentou que o diretor Lin revitalizou a série, dizendo que "o início e o fim aqui, desafiando todas as leis imagináveis da física, são os pontos altos da série". A revista Empire também elogiou Johnson, escrevendo: "Como reacender uma franquia envelhecida? Deixe ele [Johnson] resolver. Foi a melhor coisa, de longe, em Fast Five... Dwayne Johnson avança no filme deixando rastros de testosterona ao longo da história"; no entanto, a Empire também considerou que o filme em si "não era, por quaisquer critérios normais, um bom filme", argumentando que era demasiadamente longo, embora admitisse que as cenas de ação, em particular a perseguição final do carros, tornaram o filme "o mais divertido da série". Anna Smith, da revista Time Out de Londres, também comentou que o filme era muito longo e criticou os personagens e diálogos simplistas, mas chamou o filme de "elegante" e afirmou que essas críticas poderiam ser ignoradas porque "o filme não se leva muito a sério". A Variety destacou os papéis de Johnson e Diesel, lamentando a atual falta de protagonistas "musculosos" no estilo dos anos 1980 e dos "homens viris" típicos das décadas de 1950 e 1960, chamando a dupla de atores de "uma injeção bem-vinda de força bruta"; a revista também comentou que, com base em Fast Five, valeria a pena esperar por uma sexta parte da franquia. A revista The New Yorker chamou as cenas de ação do filme de "espetaculares", elogiando o diretor Lin ao dizer que sua "direção e a edição nítida nunca confundem ou perdem o ímpeto", embora também criticasse a longa duração do filme e seu diálogo, rotulando Fast Five de uma "brincadeira abaixo da média no estilo Ocean's Eleven"; sobre os personagens, o New Yorker considerou Walker e Diesel "úteis", mas elogiou a atuação de Johnson por trazer um "conhecimento moderno e cômico ao seu papel... sua diversão é contagiante e mantém o filme avançando".
No entanto, o filme foi recebido negativamente por alguns veículos de mídia do Brasil. Os críticos brasileiros contestaram o uso do Rio de Janeiro no filme, alegando que Fast Five estereotipava a cidade como "dominada por traficantes de drogas fortemente armados, policiais corruptos e mulheres sensuais". O jornal carioca O Globo acusou os produtores de usarem "fotos aéreas e edição rápida" para "enganar o espectador" fazendo-o acreditar que atos criminosos acontecem frequentemente no Rio; O Globo também reagiu negativamente ao uso de “estrangeiros” para representar os brasileiros, onde os mesmos, segundo o jornal, foram representados no filme “falando português com sotaque risível”. A revista Veja concordou dizendo: “A cidade do Rio e a Rio Film Commission apoiaram a produção. Mas a imagem que vai se espalhar pelo mundo é exatamente a que a cidade não quer".

## Sequência
Um sexto filme da série Fast and Furious foi planejado em fevereiro de 2010, durante o desenvolvimento de Fast Five. Em abril de 2011, foi confirmado que Morgan tinha começado a trabalhar em um roteiro para o filme. Diesel e Moritz voltaram como produtores para o filme, enquanto Lin retornaria para dirigir. Em 24 de junho de 2011, a Universal Pictures anunciou que a sequência estava com lançamento previsto para 24 de maio de 2013. Assim como o antecessor, Fast & Furious 6 foi um sucesso comercial e bem recebido pela crítica.